# Stella di Bombay

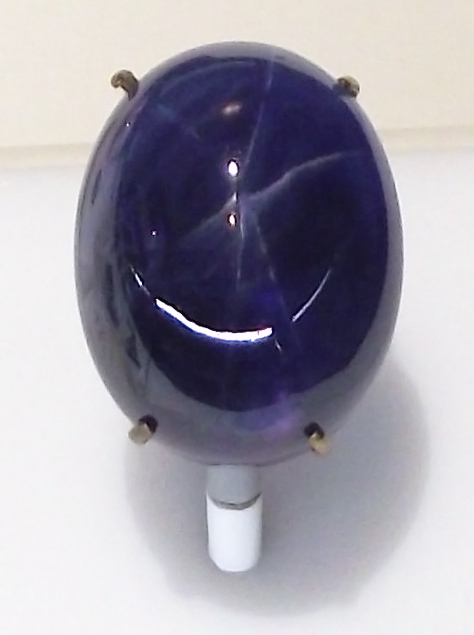
La Stella di Bombay

La Stella di Bombay (Star of Bombay) è uno zaffiro con taglio a cabochon di 182 carati (36,4-g) originario dello Sri Lanka. La gemma viola-blu è stata donata all'attrice di cinema muto Mary Pickford dal marito Douglas Fairbanks. Lei lo ha lasciato in eredità allo Smithsonian Institution. È la fonte di ispirazione della popolare bevanda alcolica Bombay Sapphire, un gin prodotto in Gran Bretagna.

## Descrizione
La Stella di Bombay è uno zaffiro con taglio a cabochon da 182 carati (36,4-g). Secondo il Southern Jewelry News, "Lo zaffiro Stella di Bombay appartiene al corindone delle specie minerali: il corindone puro è incolore, ma tracce di elementi di transizione come il vanadio o il cromo si traducono in diversi colori nel cristallo. Il colore è causato dalla presenza di titanio e ferro che danno la tinta blu, e il vanadio che contribuisce al colore viola".

## Storia
La gemma è stata acquistata per la prima volta da Trabert & Hoeffer Inc. di Park Avenue a New York ed è stata incastonata in un anello di platino. Si ritiene che l'anello sia stato acquistato da Douglas Fairbanks, una famosa star del cinema muto e che avrebbe donato l'anello a Mary Pickford. Una pubblicità del 1935 per la Stella l'aveva indicato di 60 carati, non includeva informazioni sulle sue origini e lo descriveva come "Unico al mondo".
Nel 1979 Mary Pickford morì e lasciò in eredità la Stella al Museo Smithsonian. Edward Stotsenberg della Mary Pickford Foundation chiamò lo Smithsonian e mandò un rappresentante ad esaminare la pietra. Secondo Stotsenberg, il rappresentante ha affermato che la stella di Bombay era molto più luminosa di tutte le altre pietre. La gemma è attualmente esposta nel Museo Nazionale di Storia Naturale dello Smithsonian, nella Janet Annenberg Hooker Hall.